# Solhi al-Wadi
Solhi al-Wadi (en arabe : صلحي الوادي ; né le 12 février 1934 à Bagdad et mort le 30 septembre 2007 à Damas), est un compositeur et chef d'orchestre. Il a été le fondateur de l'orchestre symphonique national de Syrie.

## Distinctions
- Ordre du Mérite civil (Syrie, 1995)